# 한국여자프로농구
한국여자프로농구(韓國女子프로籠球, 영어: Women's Korean basketball League, 약칭: WKBL)는 한국여자농구연맹이 주관하는 대한민국의 여자 프로 농구 리그이다. 여자 실업 농구를 확장하여 1997년 2월 24일에 설립되었고, 정식 출범은 1998년에 이루어졌다.
1998년 여름리그를 시작으로 1년에 두 차례씩 겨울리그와 여름리그를 운영했었으나, 2007-08 시즌부터는 단일리그를 운영하고 있으며, 2군 리그인 퓨처스리그도 운영 중이다.
처음에 다섯 개 팀으로 운영되던 리그는 2000년 4월 금호생명(현 BNK)이 농구단을 창단하면서 현재 여섯 개 팀으로 운영되고 있다.
2001년 여름리그부터는 연고지 제도가 도입되었다. 한국여자프로농구는 대한민국의 다른 프로스포츠 리그들과 달리 경쟁이 치열한 대도시보다 중소 도시들을 연고지로 하는 것이 특징이다.

## 출범 배경
1960년대에 인기나 수준 면에서 절정에 이르렀던 여자농구는 불세출의 스타플레이어 박신자 선수가 코트를 떠나면서 갑작스레 퇴색하기 시작했다. 그럼에도 1980년대 초까지 여자농구는 세계 10위권 안에 드는 실력으로 남자 농구에 비해 더 인기가 더 높았다. 하지만, 1982 뉴델리 아시안 게임에서 남자 농구가 금메달을 획득하면서 그 상황은 역전되었고, 1990년대에 들어서면서 여자 농구는 급락하기 시작했다.
이에 여자 농구를 재정비해야 한다는 움직임이 일어났으며, 규모에 비해 13개로 많았던 실업 팀의 구조 조정부터 시작해 갈수록 입지가 줄어드는 여자 농구의 입지를 되살리기 위해서는 최소한 세미프로 형태로 리그를 만들어야 한다는 생각을 갖기 시작했다. 하지만 기업 측은 급락한 여자 농구에 굳이 돈을 쓸 필요는 없었다고 여겼고, 선수 입장에서도 굳이 안정적인 직장을 잃어가면서 프로 선수가 될 필요는 없었다고 생각했다. 남자 농구의 경우, 1990년대에 농구대잔치의 엄청난 인기로 인해 기업 측에서도 돈이 된다고 뛰어들었고, 선수들도 실업 팀 급여보다 더 많은 돈을 원했던 상황이었지만, 여자 농구의 경우 그렇지 않았다. 그래서 움직임은 있었지만 계속 지지부진한 상황이 이어졌다.
그러한 상황 속에 찾아온 1997년 외환위기는 여자 농구의 프로화를 촉진시켰다. 13개나 달하던 팀이 경제 위기로 인해 순식간에 5개로 줄어들면서 이제는 프로화를 통해 이슈를 부각시키지 않으면 도태될 수 있다는 위기감을 느낀 것이었다. 그래서 지지부진하던 여자 농구의 프로화 작업은 순식간에 이루어졌다.

## 타이틀 스폰서
- 스폰서는 회원사가 돌아가면서 한다. 즉, 6개 팀이므로 6년에 한번 스폰서를 맡는다.
- 스폰서 회원사는 개막전과 올스타전을 홈 구장에서 치르게 된다. 2015-16 올스타전은 당진실내체육관에서 무료 입장으로 개최하였다.

| 시즌                                    | 타이틀 스폰서                |
| --------------------------------------- | ---------------------------- |
| 1998 여름                               | 제일모직 라피도              |
| 1999 겨울~2000 겨울                     | 한빛은행 (우리은행)          |
| 2000 여름                               | 바이코리아 현대증권 (KB증권) |
| 2001 겨울                               | 삼성생명 비추미              |
| 2001 여름 2006 여름 2011-2012           | 신세계 이마트                |
| 2002 겨울~2002 여름                     | NEW 국민은행                 |
| 2003 겨울 2003 여름 2004 겨울           | 우리금융그룹 (우리은행)      |
| 2005 겨울                               | KB스타즈배 (KB국민은행)      |
| 2005 여름 2017-2018                     | 신한은행                     |
| 2006 겨울                               | 금호아시아나                 |
| 2007 겨울 2010-2011 2016-2017 2021~2022 | 삼성생명                     |
| 2007-2008                               | 우리은행 우리V-카드          |
| 2008-2009 2014-2015                     | KB국민은행                   |
| 2009-2010                               | THE BANK 신한은행            |
| 2012-2013                               | KDB금융그룹(KDB산업은행)     |
| 2013-2014 2018-2019                     | 우리은행                     |
| 2015-2016                               | KDB생명                      |
| 2019-2020                               | 하나원큐                     |
| 2020-2021                               | KB국민은행 Liiv M            |

## 참가 구단
WKBL은 1998 여름 5개 팀으로 처음 리그가 시작되었다. 이후 창단, 재창단, 연고지 이전 등을 거쳐 현재는 6개 팀이 리그에 참가하고 있다.
| 팀명                   | 연고지 | 홈 경기장              | 참가 시즌 | 감독   |
| ---------------------- | ------ | ---------------------- | --------- | ------ |
| 청주 KB 스타즈         | 청주   | KB스타즈챔피언스파크   | 1998 시즌 | 김완수 |
| 용인 삼성생명 블루밍스 | 용인   | 용인실내체육관         | 1998 시즌 | 하상윤 |
| 인천 신한은행 에스버드 | 인천   | 도원실내체육관         | 1998 시즌 | 이시준 |
| 아산 우리은행 우리WON  | 아산   | 이순신빙상장실내체육관 | 1998 시즌 | 위성우 |
| 부천 하나은행          | 부천   | 부천실내체육관         | 1998 시즌 | 이상범 |
| 부산 BNK 썸            | 부산   | 사직실내체육관         | 2000 시즌 | 박정은 |

### 과거 참가한 해외 구단
1999 겨울과 여름 2개 대회에는 초청팀이 참가하였다.
| 팀명                 | 나라 | 참가 시즌 | 성적        |
| -------------------- | ---- | --------- | ----------- |
| 조모 썬플라워즈      | 일본 | 1999 여름 | 3승2패 .600 |
| 대만여자농구올스타팀 | 대만 | 1999 여름 | 5패 .000    |
| 중국요녕여자농구단   | 중국 | 1999 여름 | 5패 .000    |
| 북경수강여자농구단   | 중국 | 1999 겨울 | 5패 .000    |

### 구단 변천사
한국여자프로농구 소속의 프로농구단들은 원칙적으로 전신구단의 기록을 승계하며, 구단별 창단 및 변천 과정은 다음과 같다.
- 청주 KB 스타즈

국민은행 여자농구단 (1963년 ~ 2000년)
천안 KB 세이버스 (2000년 ~ 2011년)
청주 KB 스타즈 (2011년 ~ 현재)
- 부산 BNK 썸

금호생명 팰컨스 (2000년 ~ 2001년)
인천 금호생명 팰컨스 (2001년 ~ 2005년)
구리 금호생명 팰컨스 (2005년 ~ 2007년)
구리 금호생명 레드윙스 (2007년 ~ 2010년)
구리 KDB생명 위너스 (2010년 ~ 2018년)
수원 OK저축은행 읏샷 (2018년 ~ 2019년)
부산 BNK 썸 (2019년 ~ 현재)
- 용인 삼성생명 블루밍스

삼성 여자농구단 (1977년 ~ 1982년)
동방생명 농구단 (1982년 ~ 1989년)
삼성생명 농구단 (1989년 ~ 1998년)
삼성생명 페라이온 (1998년 ~ 2000년)
삼성생명 비추미 (2000년 ~ 2001년)
수원 삼성생명 비추미 (2001년 ~ 2005년)
용인 삼성생명 비추미 (2005년 ~ 2012년)
용인 삼성 블루밍스 (2014년 ~ 2015년)
용인 삼성생명 블루밍스 (2012년 ~ 2014년, 2015년 ~ 현재)
- 인천 신한은행 에스버드

현대중공업 여자농구단 (1986년 ~ 1990년)
현대산업개발 여자농구단 (1990년 ~ 1998년)
현대 하이페리온/레드폭스 (1998년 ~ 2001년)
청주 현대 하이페리온 (2001년 ~ 2004년)
안산 신한은행 에스버드 (2004년 ~ 2014년)
인천 신한은행 에스버드 (2014년 ~ 현재)
- 아산 우리은행 우리WON

상업은행 여자농구단 (1958년 ~ 1998년)
한빛은행 한새 (1998년 ~ 2001년)
춘천 한빛은행 한새 (2001년 ~ 2002년)
춘천 우리은행 한새 (2002년 ~ 2016년)
아산 우리은행 위비 (2016년 ~ 2021년)
아산 우리은행 우리WON (2021년 ~ 현재)
- 부천 하나은행

태평양화학 여자농구단 (1997 ~ 1998년)
신세계 쿨캣 (1998년 ~ 2001년)
광주 신세계 쿨캣 (2001년 ~ 2006년)
부천 신세계 쿨캣 (2006년 ~ 2012년)
부천 하나외환 (2012년 ~ 2015년)
부천 KEB하나은행 (2015년 ~ 2020년)
부천 하나은행 (2020년, 2024년~ 현재)
부천 하나원큐 (2020년 ~ 2024년)

## 정규 시즌

### 시즌별 우승 기록
| 시즌      | 정규리그 우승          | 정규리그 준우승        |
| --------- | ---------------------- | ---------------------- |
| 1998 여름 | 삼성생명 페라이온      | 신세계 쿨캣            |
| 1999 겨울 | 춘천 한빛은행 한새     | 신세계 쿨캣            |
| 1999 여름 | 삼성생명 페라이온      | 현대 하이페리온        |
| 2000 겨울 | 삼성생명 페라이온      | 현대 하이페리온        |
| 2000 여름 | 신세계 쿨캣            | 현대 하이페리온        |
| 2001 겨울 | 신세계 쿨캣            | 삼성생명 비추미        |
| 2001 여름 | 광주 신세계 쿨캣       | 청주 현대 하이페리온   |
| 2002 겨울 | 천안 국민은행 세이버스 | 광주 신세계 쿨캣       |
| 2002 여름 | 수원 삼성생명 비추미   | 청주 현대 하이페리온   |
| 2003 겨울 | 춘천 우리은행 한새     | 수원 삼성생명 비추미   |
| 2003 여름 | 수원 삼성생명 비추미   | 광주 신세계 쿨캣       |
| 2004 겨울 | 수원 삼성생명 비추미   | 천안 KB 세이버스       |
| 2005 겨울 | 춘천 우리은행 한새     | 인천 금호생명 팰컨스   |
| 2005 여름 | 춘천 우리은행 한새     | 천안 KB 세이버스       |
| 2006 겨울 | 춘천 우리은행 한새     | 안산 신한은행 에스버드 |
| 2006 여름 | 천안 KB 세이버스       | 용인 삼성생명 비추미   |
| 2007 겨울 | 안산 신한은행 에스버드 | 춘천 우리은행 한새     |
| 2007-08   | 안산 신한은행 에스버드 | 용인 삼성생명 비추미   |
| 2008-09   | 안산 신한은행 에스버드 | 용인 삼성생명 비추미   |
| 2009-10   | 안산 신한은행 에스버드 | 용인 삼성생명 비추미   |
| 2010-11   | 안산 신한은행 에스버드 | 용인 삼성생명 비추미   |
| 2011-12   | 안산 신한은행 에스버드 | 구리 KDB생명 위너스    |
| 2012-13   | 춘천 우리은행 한새     | 안산 신한은행 에스버드 |
| 2013-14   | 춘천 우리은행 한새     | 안산 신한은행 에스버드 |
| 2014-15   | 춘천 우리은행 한새     | 인천 신한은행 에스버드 |
| 2015-16   | 춘천 우리은행 한새     | 공석1                  |
| 2016-17   | 아산 우리은행 위비     | 용인 삼성생명 블루밍스 |
| 2017-18   | 아산 우리은행 위비     | 청주 KB 스타즈         |
| 2018-19   | 청주 KB 스타즈         | 아산 우리은행 위비     |
| 2019-20   | 아산 우리은행 위비     | 청주 KB 스타즈         |
| 2020-21   | 아산 우리은행 위비     | 청주 KB 스타즈         |
| 2021-22   | 청주 KB 스타즈         | 아산 우리은행 우리WON  |
| 2022-23   | 아산 우리은행 우리WON  | 부산 BNK 썸            |
| 2023-24   | 청주 KB 스타즈         | 아산 우리은행 우리WON  |

1 2015-2016 시즌 당시 정규 시즌 준우승을 차지한 팀은 부천 KEB하나은행이었다. 그러나 당시 부천 KEB하나은행 소속으로 뛰었던 미국 출신의 농구 선수인 첼시 리(Chelsey Lee)가 출생 증명서 위조를 통해 자신의 혈통을 한국계로 속인 사실이 드러났다. 한국여자농구연맹은 첼시 리의 기록을 삭제하고 영구 제명했으며, 부천 KEB하나은행의 2015-2016 시즌 기록을 무효 처리했다. 또한 부천 KEB하나은행에 포스트시즌 준우승 상금 4,500만 원을 환수하라는 징계 조치를 내렸고, 드래프트 순위에서 최하위 지명권을 부여했다.

### 구단별 우승 기록
| 구단                   | 횟수       | 시즌 |
| ---------------------- | ---------- | --- |
| 아산 우리은행 우리WON  | 우승 14회  | 1999 겨울, 2003 겨울, 2005 겨울, 2005 여름, 2006 겨울, 2012-13, 2013-14, 2014-15, 2015-16, 2016-17, 2017-18, 2019-20, 2020-21, 2022-23 |
| 아산 우리은행 우리WON  | 준우승 3회 | 2007 겨울, 2018-19, 2021-22 |
|                        |            | |
| 인천 신한은행 에스버드 | 우승 6회   | 2007 겨울, 2007-08, 2008-09, 2009-10, 2010-11, 2011-12                                                                                 |
| 인천 신한은행 에스버드 | 준우승 9회 | 1999 여름, 2000 겨울, 2000 여름, 2001 여름, 2002 여름, 2006 겨울, 2012-13, 2013-14, 2014-15                                            |
|                        |            | |
| 용인 삼성생명 블루밍스 | 우승 6회   | 1998 여름, 1999 여름, 2000 겨울, 2002 여름, 2003 여름, 2004 겨울                                                                       |
| 용인 삼성생명 블루밍스 | 준우승 8회 | 2001 겨울, 2003 겨울, 2006 여름, 2007-08, 2008-09, 2009-10, 2010-11, 2016-17                                                           |
|                        |            | |
| 청주 KB 스타즈         | 우승 5회   | 2002 겨울, 2006 여름, 2018-19, 2021-22, 2023-24                                                                                        |
| 청주 KB 스타즈         | 준우승 5회 | 2004 겨울, 2005 여름, 2017-18, 2019-20, 2020-21                                                                                        |
|                        |            | |
| 부천 하나원큐          | 우승 3회   | 2000 여름, 2001 겨울, 2001 여름 |
| 부천 하나원큐          | 준우승 4회 | 1998 여름, 1999 겨울, 2002 겨울, 2003 여름                                                                                             |
|                        |            | |
| 부산 BNK 썸            | 우승 0회   | |
| 부산 BNK 썸            | 준우승 3회 | 2005 겨울, 2011-12 ,2022-23 |

## 포스트시즌

### 시즌별 우승 기록
| 시즌      | 챔피언결정전 우승      | 전적    | 챔피언결정전 준우승    |
| --------- | ---------------------- | ------- | ---------------------- |
| 1998 여름 | 삼성생명 페라이온      | 2승 1패 | 신세계 쿨캣            |
| 1999 겨울 | 신세계 쿨캣            | 2승     | 한빛은행 한새          |
| 1999 여름 | 삼성생명 페라이온      | 2승     | 현대 하이페리온        |
| 2000 겨울 | 삼성생명 페라이온      | 2승     | 현대 하이페리온        |
| 2000 여름 | 신세계 쿨캣            | 2승     | 현대 하이페리온        |
| 2001 겨울 | 삼성생명 비추미        | 3승 1패 | 한빛은행 한새          |
| 2001 여름 | 광주 신세계 쿨캣       | 3승 2패 | 청주 현대 하이페리온   |
| 2002 겨울 | 광주 신세계 쿨캣       | 3승 2패 | 천안 국민은행 세이버스 |
| 2002 여름 | 청주 현대 하이페리온   | 3승 1패 | 수원 삼성생명 비추미   |
| 2003 겨울 | 춘천 우리은행 한새     | 3승 1패 | 수원 삼성생명 비추미   |
| 2003 여름 | 춘천 우리은행 한새     | 3승 1패 | 수원 삼성생명 비추미   |
| 2004 겨울 | 인천 금호생명 팰컨스   | 3승 1패 | 수원 삼성생명 비추미   |
| 2005 겨울 | 춘천 우리은행 한새     | 3승 1패 | 수원 삼성생명 비추미   |
| 2005 여름 | 안산 신한은행 에스버드 | 3승     | 춘천 우리은행 한새     |
| 2006 겨울 | 춘천 우리은행 한새     | 3승 1패 | 안산 신한은행 에스버드 |
| 2006 여름 | 용인 삼성생명 비추미   | 3승 2패 | 천안 KB 세이버스       |
| 2007 겨울 | 안산 신한은행 에스버드 | 3승 2패 | 용인 삼성생명 비추미   |
| 2007-08   | 안산 신한은행 에스버드 | 3승     | 용인 삼성생명 비추미   |
| 2008-09   | 안산 신한은행 에스버드 | 3승     | 용인 삼성생명 비추미   |
| 2009-10   | 안산 신한은행 에스버드 | 3승 1패 | 용인 삼성생명 비추미   |
| 2010-11   | 안산 신한은행 에스버드 | 3승     | 구리 KDB생명 위너스    |
| 2011-12   | 안산 신한은행 에스버드 | 3승     | 청주 KB 스타즈         |
| 2012-13   | 춘천 우리은행 한새     | 3승     | 용인 삼성생명 블루밍스 |
| 2013-14   | 춘천 우리은행 한새     | 3승 1패 | 안산 신한은행 에스버드 |
| 2014-15   | 춘천 우리은행 한새     | 3승 1패 | 청주 KB 스타즈         |
| 2015-16   | 춘천 우리은행 한새     | 부전승  | 청주 KB 스타즈         |
| 2016-17   | 아산 우리은행 위비     | 3승     | 용인 삼성생명 블루밍스 |
| 2017-18   | 아산 우리은행 위비     | 3승     | 청주 KB 스타즈         |
| 2018-19   | 청주 KB 스타즈         | 3승     | 용인 삼성생명 블루밍스 |
| 2019-20   | 공석1                  |         | 공석1                  |
| 2020-21   | 용인 삼성생명 블루밍스 | 3승 2패 | 청주 KB 스타즈         |
| 2021-22   | 청주 KB 스타즈         | 3승     | 아산 우리은행 우리WON  |
| 2022-23   | 아산 우리은행 우리WON  | 3승     | 부산 BNK 썸            |
| 2023-24   | 아산 우리은행 우리WON  | 3승1패  | 청주 KB 스타즈         |

1 코로나19로 인한 리그 조기 종료로 챔프전 우승자 없음

### 구단별 우승 기록
| 구단                   | 횟수        | 시즌 |
| ---------------------- | ----------- | --- |
| 아산 우리은행 우리WON  | 우승 12회   | 2003 겨울, 2003 여름, 2005 겨울, 2006 겨울, 2012-13, 2013-14, 2014-15, 2015-16, 2016-17, 2017-18, 2022-23, 2023-24     |
| 아산 우리은행 우리WON  | 준우승 4회  | 1999 겨울, 2001 겨울, 2005 여름, 2021-22                                                                               |
|                        |             | |
| 인천 신한은행 에스버드 | 우승 8회    | 2002 여름, 2005 여름, 2007 겨울, 2007-08, 2008-09, 2009-10, 2010-11, 2011-12                                           |
| 인천 신한은행 에스버드 | 준우승 6회  | 1999 여름, 2000 겨울, 2000 여름, 2001 여름, 2006 겨울, 2013-14                                                         |
|                        |             | |
| 용인 삼성생명 블루밍스 | 우승 6회    | 1998 여름, 1999 여름, 2000 겨울, 2001 겨울, 2006 여름, 2020-2021                                                       |
| 용인 삼성생명 블루밍스 | 준우승 12회 | 2002 여름, 2003 겨울, 2003 여름, 2004 겨울, 2005 겨울, 2007 겨울, 2007-08, 2008-09, 2009-10, 2012-13, 2016-17, 2018-19 |
|                        |             | |
| 부천 하나원큐          | 우승 4회    | 1999 겨울, 2000 여름, 2001 여름, 2002 겨울                                                                             |
| 부천 하나원큐          | 준우승 1회  | 1998 여름 |
|                        |             | |
| 청주 KB 스타즈         | 우승 2회    | 2018-19, 2021-22 |
| 청주 KB 스타즈         | 준우승 8회  | 2002 겨울, 2006 여름, 2011-12, 2014-15, 2015-16, 2017-18, 2020-21, 2023-24                                             |
|                        |             | |
| 부산 BNK 썸            | 우승 1회    | 2004 겨울 |
| 부산 BNK 썸            | 준우승 2회  | 2010-11, 2022-23 |

## 수상

### GREAT 12
WKBL 20주년을 기념하여 WKBL을 빛낸 전, 현직 선수 12명을 선정하여 2018년 12월 12일부터 매일 1명씩 발표하였다. 2018년 12월 24일에 열린 WKBL 올스타전 2017-18에서 기념 행사를 열었다.

## 기록

### 구단 부문

#### 정규시즌
- 정규리그 최다 1위
  - 11회, 아산 우리은행 우리WON
- 정규리그 연속 1위
  - 6회, 안산 신한은행 에스버드 (2007-2012)
  - 6회, 아산 우리은행 위비 (2013-2018)
- 단일 시즌 정규리그 최다 연승
  - 19승, 안산 신한은행 에스버드 (2008-09)
- 단일 시즌 정규리그 최다 연패
  - 22패, 구리 KDB생명 위너스 (2017-18)
- 한 경기 최소 득점
  - 34점 – 신한은행, 2018년 12월 27일 KB스타즈 전
- 최소 합계 득점 경기
  - 84점, 청주 KB 스타즈 (50) 대 인천 신한은행 에스버드 (34), 2018년 12월 27일

#### 포스트시즌
- 챔피언 결정전 최다 우승
  - 10회, 아산 우리은행 우리WON
- 챔피언 결정전 최다 진출
  - 16회, 용인 삼성생명 블루밍스
- 챔피언 결정전 연속 우승
  - 6회, 안산 신한은행 에스버드 (2007-2012)
  - 6회, 아산 우리은행 위비 (2013-2018)

### 개인 부문

#### 정규리그
- 최다 득점
  - 8,140점, 정선민
- 최다 3점슛 성공
  - 1,014개, 변연하

| 순위 | 선수   | 연도      | 경기 수 |
| ---- | ------ | --------- | ------- |
| 1    | 임영희 | 1999-2019 | 600     |
| 2    | 신정자 | 1999-2016 | 586     |
| 3    | 변연하 | 1999-2016 | 545     |
| 4    | 곽주영 | 2003-2019 | 517     |
| 5    | 이미선 | 1998-2016 | 502     |
| 5    | 허윤자 | 1999-2018 | 502     |
| 7    | 김계령 | 1998-2015 | 501     |
| 8    | 한채진 | 2003-현재 | 500     |

## 공인구

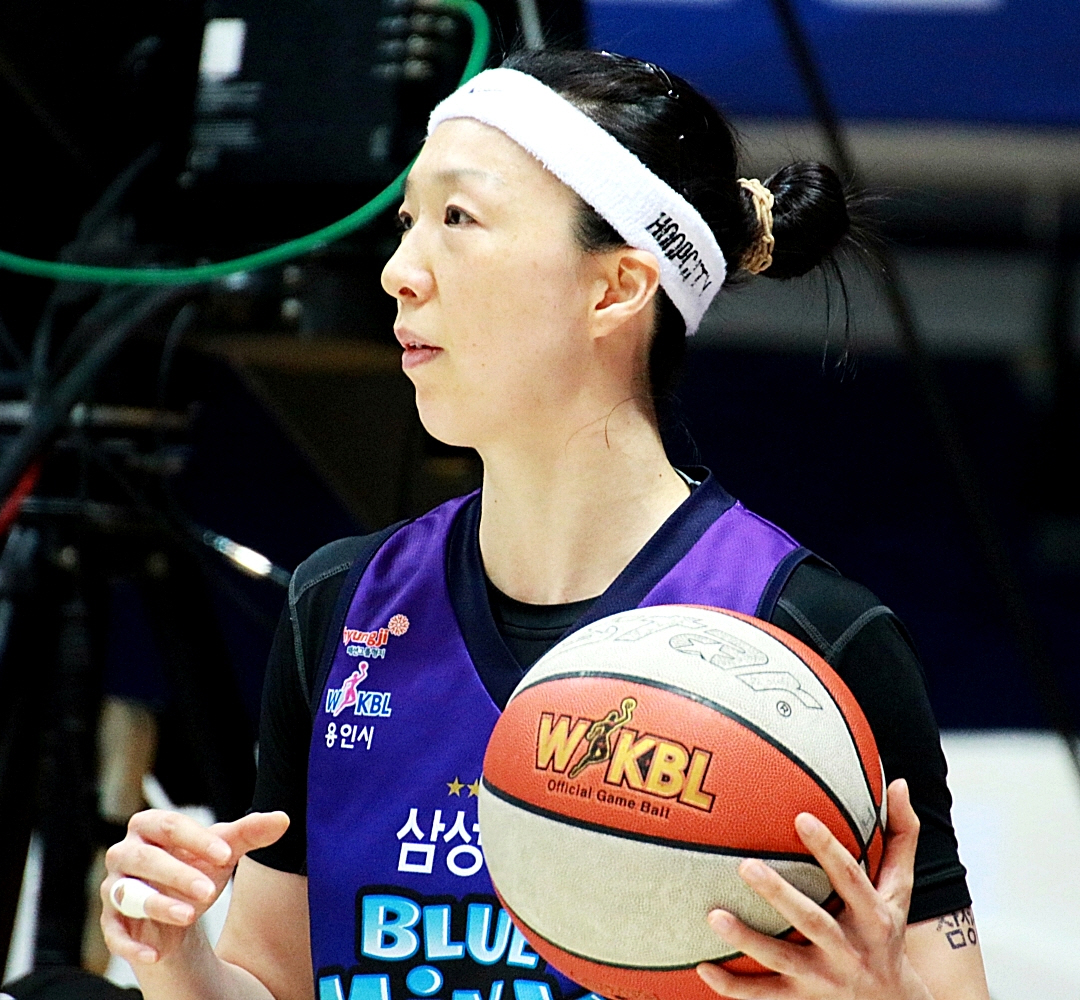
공인구를 들고 있는 이미선.

스타스포츠의 WKBL GAME(모델명 BB366-25)을 공인구로 사용하고 있다. 중간에 흰색이 섞여있는 것이 특징이다. 남자부가 사용하는 7호 사이즈 공에 비하여 크기가 더 작고 가벼운 6호 사이즈를 사용한다. 한편, WKBL 올스타전의 3점슛 대회에서는 2점짜리 컬러볼도 사용한다.

## 같이 보기
- 한국프로농구